# Parafia Najświętszej Maryi Panny Wniebowziętej w Woli Mędrzechowskiej
Parafia Wniebowzięcia  Najświętszej Maryi Panny  w Woli Mędrzechowskiej – parafia rzymskokatolicka, znajdująca się w diecezji tarnowskiej, w dekanacie Szczucin.
Obecny kościół parafialny został wybudowany w latach 1938–1939 i poświęcony 19 sierpnia 1951 roku przez bpa Jana Stepę.
Proboszczem parafii od 2020 jest ks. Mirosław Tragarz.

## Zasięg parafii
Do parafii należą wierni z Woli Mędrzechowskiej i Skrzynki.